# Deutscher Hof (Bad Mergentheim)

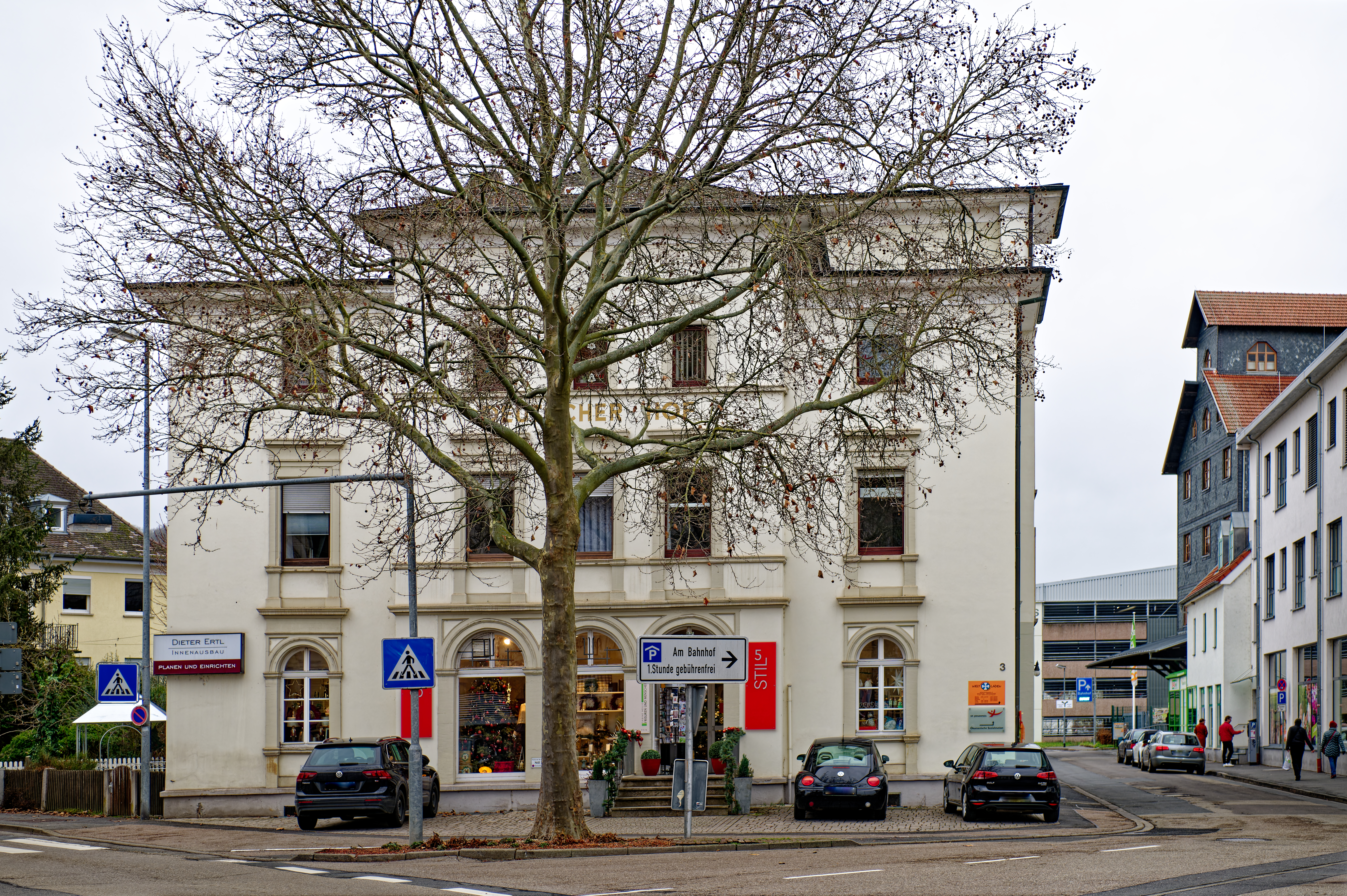
Deutscher Hof in Bad Mergentheim

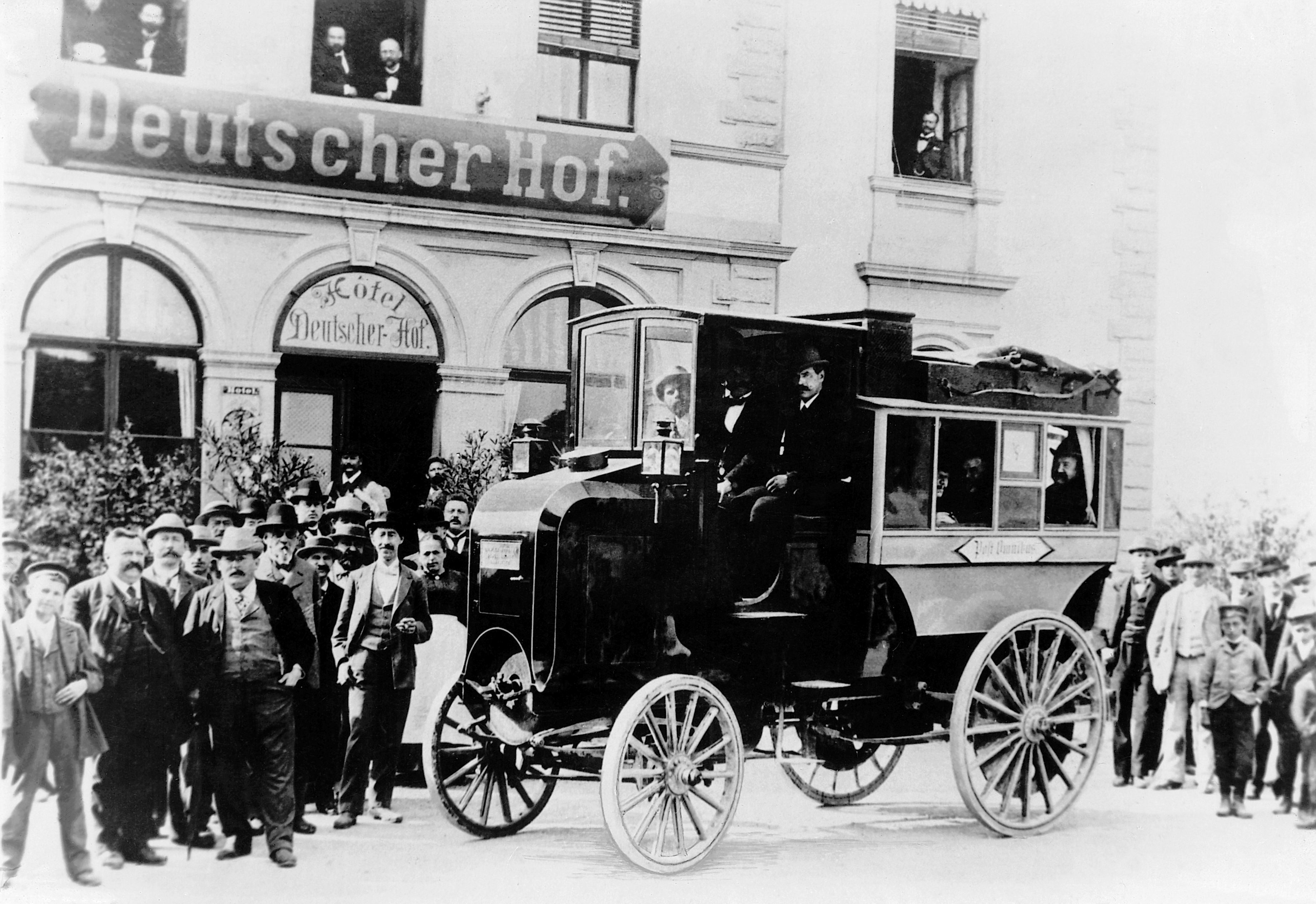
Deutscher Hof in Bad Mergentheim (1898)

Der Deutsche Hof ist ein ehemaliges Hotel und ein geschütztes Kulturdenkmal am Bahnhofplatz 3 in Bad Mergentheim, einer Stadt im Main-Tauber-Kreis in Baden-Württemberg. Er wurde in der zweiten Hälfte des 19. Jahrhunderts errichtet.
Der dreigeschossige, verputzte Massivbau mit hohem Erdgeschoss hat rundbogige Fenster- und Türöffnungen mit profilierten Gewänden. An der östlichen Traufseite befindet sich ein breiter Mittelrisalit. Nach oben schließt das Gebäude mit einer Dachgeschossebene unter einem Walmdach ab. 
Das Gebäude ist ein wichtiger Zeuge für die Entwicklung der Bahnhofsvorstadt ab der Eröffnung des Bahnhofs Mergentheim im Jahr 1869. Das stattliche Gebäude dominiert die südwestliche Ecke des Bahnhofsplatzes und ist von wichtigem städtebaulichem Wert.